# Maarten Zwollo
Maarten Zwollo (Amsterdam, 23 maart 1867 – Voorschoten, 17 januari 1928) was een Nederlandse graveur, edelsmid en beeldhouwer.

## Leven en werk
Zwollo was een zoon van Johannes (Jan) Zwollo sr. en Johanna Francisca Clara Meijer. Hij kwam uit een artistieke familie; zijn vader was zilversmid en bedrijfsleider van de zilverfabriek van de firma Bonebakker. Zijn oudere broer Carel werd lithograaf, zijn jongere broers Johannes Zwollo jr. en Frans Zwollo sr. werden zilversmid. Zwollo en zijn broers leerden de beginselen van het vak van hun vader. 
Hij volgde een studie aan de Rijksakademie van beeldende kunsten (1880-1884), onder Frans Stracké, en vervolgens aan de Rijksschool voor Kunstnijverheid (1885-1889). Hij kreeg op de Rijksschool les in decoratief beeldhouwen van Ludwig Jünger en was een studiegenoot van onder anderen Joseph Mendes da Costa en Lambertus Zijl. Hij trouwde in 1892 met Hendrika van den Bosch (1865-1930).
Zwollo werkte na zijn studie enige tijd bij de Edelsmidse Brom in Utrecht en Begeer in Voorschoten en kwam rond 1895 in dienst bij J.M. van Kempen & Zonen in Voorschoten. Hij was medailleur en modelleur van zilverwerken, na de Eerste Wereldoorlog maakte hij vooral gedenkplaten en plaquettes. Na de fusie van Van Kempen & Begeer in 1919 bleef hij bij de zaak werken, tot hij zich in 1923 als zelfstandig zilversmid vestigde.
Van Zwollo zijn weinig sculpturen bekend; hij maakte onder meer een buste van zijn zwager Jac. van den Bosch, mede-oprichter van 't Binnenhuis, en meerdere portretreliëfs. Zwollo overleed op 60-jarige leeftijd in Voorschoten.

## Enkele werken

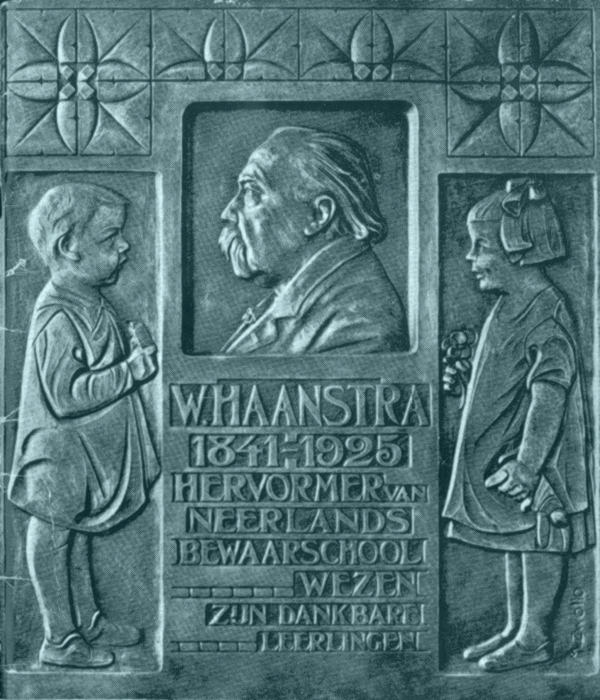
Plaquette Wijbrandus Haanstra, Rapenburg 129 in Leiden (1925)
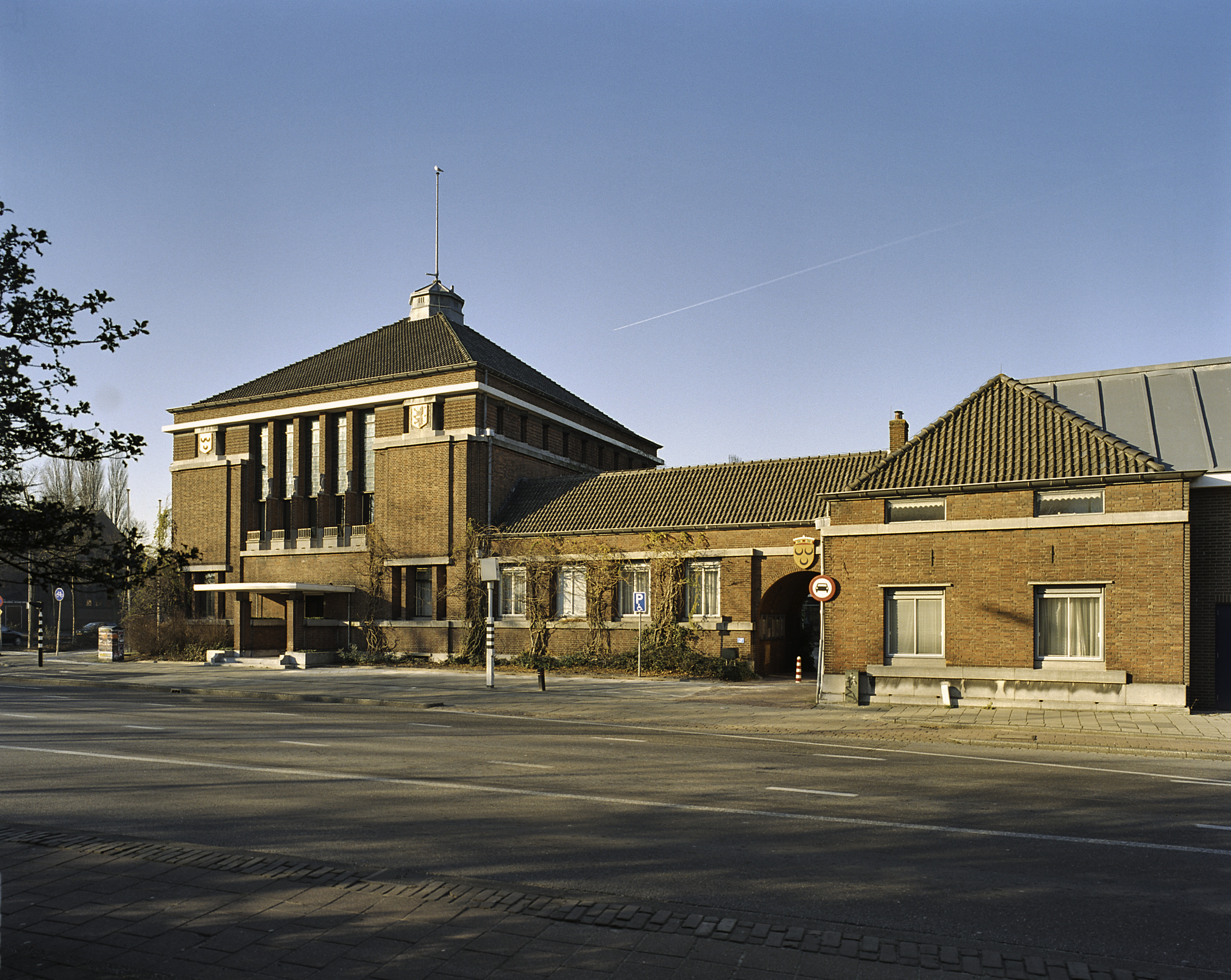
Beeldhouwwerk voor het raadhuis van Voorschoten (1926)
Portret van Willem Nolen (1924)